# Občina Borovnica
Občina Borovnica je jednou z 212 občin ve Slovinsku. Nachází se v Středoslovinském regionu na území historického Kraňska. Občinu tvoří 12 sídel, její rozloha je 42,3 km² a k 1. lednu 2017 zde žilo 4 376 obyvatel. Správním střediskem občiny je vesnice Borovnica.

## Geografie
Občina se nachází jihozápadně od slovinské metropole Lublaně, se kterou je spojena autobusovou a železniční dopravou (železniční trať Lublaň – Sežana). Sever občiny zasahuje do krajinného parku Lublaňský močál, kde je i nejnižší bod s nadmořskou výškou 290 m. Na svahu vrchu Krimšček přesahuje nadmořská výška 900 m, samotný vrchol (941 m n. m.) však již leží za hranicí občiny. Nejvýznamnějším vodním tokem je Lublaňka, do jejího povodí náleží potoky Borovniščica a Prušnica.

## Pamětihodnosti
- kostel svaté Markéty v Borovnici
- torzo Borovnického viaduktu

## Členění občiny
Občinu tvoří tato sídla: Borovnica, Breg pri Borovnici, Brezovica pri Borovnici, Dol pri Borovnici, Dražica, Laze pri Borovnici, Lašče, Niževec, Ohonica, Pako, Pristava, Zabočevo.

## Sousední občiny
Občina Borovnica sousedí se třemi občinami: Brezovica ne severovýchodě a východě, Cerknica na jihu a Vrhnika na západě a severu.